# Ludmila Cristea
Ludmila Cristea (Ştefan Vodă, 27 de marzo de 1976) es una deportista moldava que compitió en lucha libre. Ganó cuatro medallas en el Campeonato Europeo de Lucha entre los años 2006 y 2012.

## Palmarés internacional
| Campeonato Europeo | Campeonato Europeo  | Campeonato Europeo | Campeonato Europeo |
| Año                | Lugar               | Medalla            | Categoría          |
| ------------------ | ------------------- | ------------------ | ------------------ |
| 2006               | Moscú (Rusia)       | Medalla de plata   | 55 kg              |
| 2008               | Tampere (Finlandia) | Medalla de plata   | 55 kg              |
| 2011               | Dortmund (Alemania) | Medalla de plata   | 55 kg              |
| 2012               | Belgrado (Serbia)   | Medalla de bronce  | 59 kg              |